# Neesenbeckia punctoria
Neesenbeckia punctoria là loài thực vật có hoa trong họ Cói. Loài này được (Vahl) Levyns mô tả khoa học đầu tiên năm 1947.